# Parque Huerta de Guadián

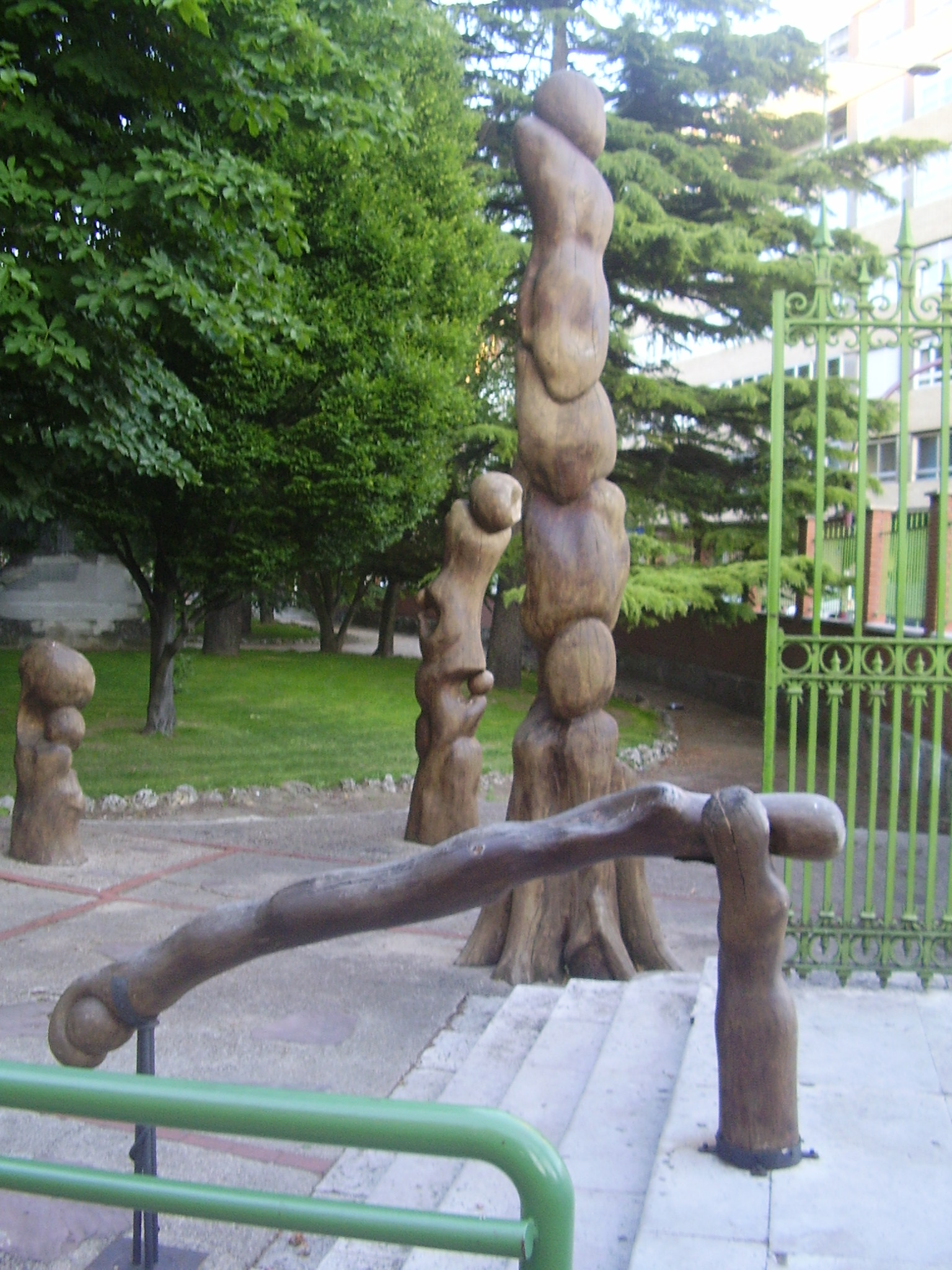
Grupo escultórico de acceso realizado por Teo Calvo en 1994

El parque Huerta de Guadián (más conocido simplemente como La Huerta Guadián) es un parque de Palencia: uno de los más grandes y característicos de esta capital castellana.

## Características generales
Este parque, situado en el extremo sureste del centro de Palencia, es un ejemplo de parque romántico típico de la ciudad. Sus elementos a destacar son las plantaciones de flores, los árboles de hoja caduca, las fuentes que posee y sus pequeños monumentos. 

## Flora y fauna
La flora está compuesta principalmente de castaños de indias, los cuales proporcionan una sombra muy acusada. Esto favorece el crecimiento del musgo en detrimento del césped (muy común en este tipo de parques), creando un microclima fresco y húmedo. Debido a la escasez de césped, abundan dicho musgo y las plantas hepáticas. Otras especies arbóreas importantes son los cedros, abetos, robles, liquidámbares, encinas y numerosos abedules a la izquierda del camino central. Se pueden encontrar también dos pies hembras de ginkgo biloba, así como cuatro de carpes. 
En cuanto a la fauna, es frecuente observar ejemplares de tórtola europea, urraca, petirrojo, jilguero y diversas aves como mosquiteros, mirlos, estorninos, etc.

## Monumentos y lugares de interés

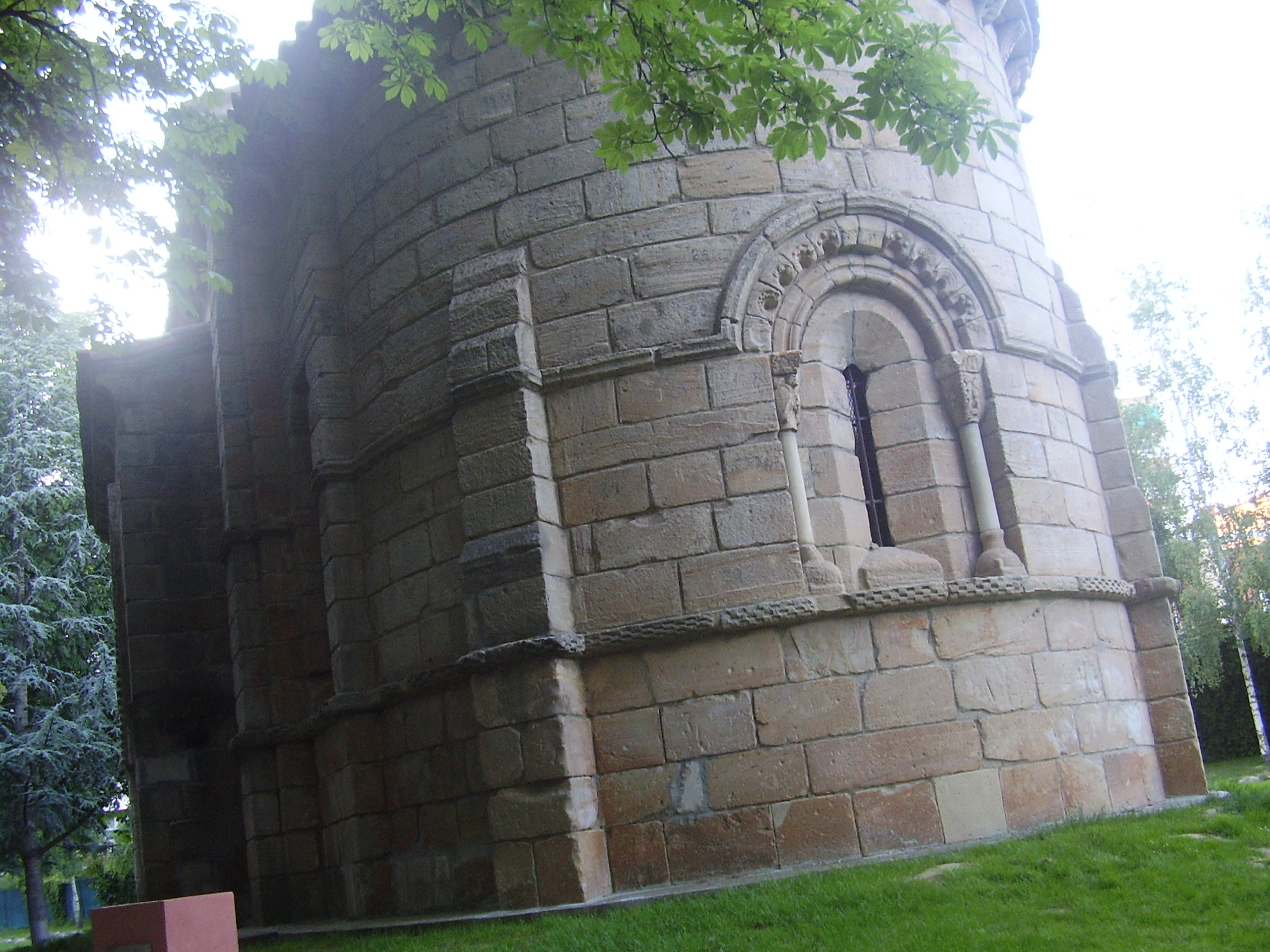
Ábside de la ermita románica de San Juan Bautista

- Ermita de San Juan Bautista: templo que es considerado una joya románica. Su emplazamiento original fue el pueblo llamado Villanueva del Río, desaparecido bajo las aguas del pantano de Aguilar. Fue trasladado piedra por piedra hasta su posición actual y todavía pueden verse en su cabecera restos de la numeración empleada para su traslado. De su reducido tamaño destaca su portada y pequeño ventanal, vestigios del románico puro del siglo XII.
- Grupo escultórico de Teo Calvo: en el acceso principal se encuentra un grupo escultórico realizado en 1994 por Teo Calvo aprovechando un tronco de Olmo.
- Grupo escultórico funerario: el grupo escultórico que se encuentra al lado derecho del parque según se entra por la entrada principal, es en realidad un monumento funerario de piedra traído desde el antiguo cementerio de la Carcavilla cuando fue convertido en parque.
- Reloj de Sol de la Huerta Guadián: situado al fondo de la entrada principal del parque, es relativamente difícil de encontrar si no se sabe su emplazamiento, pues está rodeado de robles, abetos y castaños.

Lo forman una columna central quebrada en su parte superior que, situada sobre un pedestal de piedra, proyecta una sombra que da las horas. Esta sombra es dirigida hacia 12 columnas jónicas más pequeñas que forman un círculo de 24 radios: 12 para las horas en punto y otros 12 para las medias. A los pies de cada columna se hallan escritas en números romanos las horas que, como es sabido, no están acordes con la hora oficial ya que varían según la estación.
- Monumento a Indalecio López: es una pequeña escultura abstracta situada sobre un pedestal de granito con una inscripción.

## Otras instalaciones
El parque cuenta además con una biblioteca pública de verano, un pequeño parque infantil y un bar.
Son de destacar las esculturas de madera frente a la entrada principal, las cuales fueron esculpidas con árboles enfermos. Dichas estatuas abstractas son muy conocidas en Palencia.